# Gesetz über die Rechtsverhältnisse der jüdischen Kultusvereinigungen
Das Gesetz über die Rechtsverhältnisse der jüdischen Kultusvereinigungen vom 28. März 1938 (RGBl. I, S. 338) entzog allen jüdischen Kultusvereinigungen und ihren Verbänden rückwirkend zum 1. Januar 1938 den Status einer Körperschaft des öffentlichen Rechts. Dadurch mussten sie Abgaben wie Grundsteuer, Vermögenssteuer und auch Schenkungssteuer abführen.

## Zustandekommen
Ein Steueranpassungsgesetz vom Oktober 1934 brachte für jüdische Gemeinde- und Sozialeinrichtungen erhebliche Verschlechterungen. Hier war der Begriff „gemeinnützig“ neu gefasst und auf das „Wohl der deutschen Volksgemeinschaft“ beschränkt worden. Dadurch wurden Einrichtungen der jüdischen Gemeinde und jüdische Wohlfahrtseinrichtungen von den steuerlichen Vorteilen ausgeschlossen, was die jüdischen Sozialeinrichtungen nicht selten existenziell bedrohte. Schon im Juli 1934 hatte der Badische Innenminister Karl Pflaumer vorgeschlagen, auch den Kultus- und Synagogengemeinden die steuerlichen Vergünstigungen zu entziehen. 1936 erarbeitete das Reichskirchenministerium unter Hanns Kerrl eine entsprechende Gesetzesvorlage, die jedoch zunächst nicht umgesetzt wurde. Erst ein erneuter Vorstoß im Frühjahr 1938 führte dann zum Gesetz, in dessen Folge der Reichsfinanzminister tags darauf die Kultusgemeinden zur Grundsteuer veranlagte.  Auch der bebaute Grundbesitz wurde noch im April zu einer Besteuerung herangezogen.

## Bestimmungen

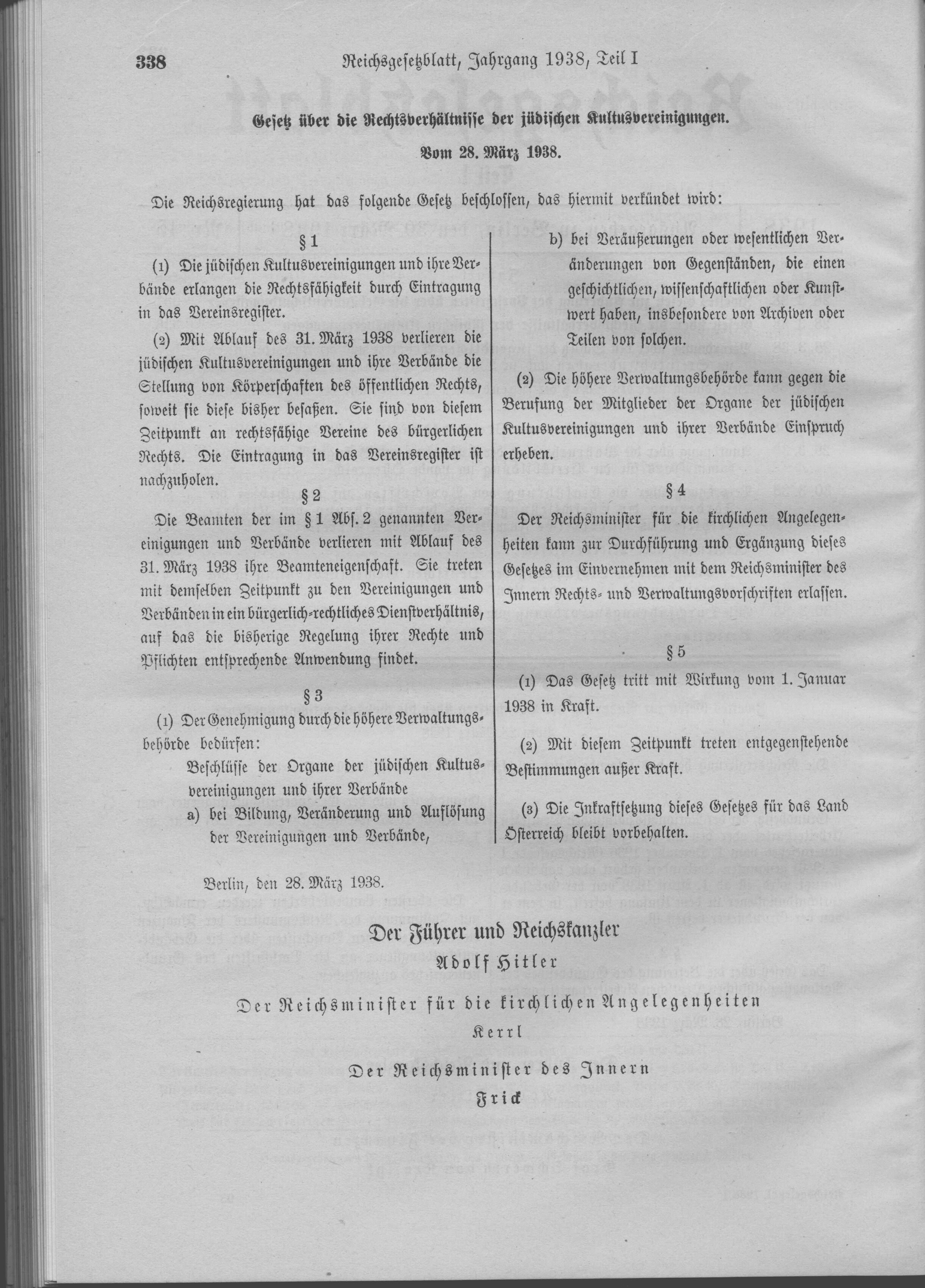

Jüdische Kultusvereinigungen und ihre Verbände verloren mit Ablauf des 31. März 1938 die Stellung von Körperschaften des öffentlichen Rechts und wurden zu rechtsfähigen Vereinen des bürgerlichen Rechts umgestuft. Bislang von jüdischen Organisationen beschäftigte Beamte verloren ihre Beamteneigenschaft. Beschlüsse bei Veränderungen der Verbände und Kultusgemeinden sowie bestimmte Veräußerungen – insbesondere von Archiven –  mussten von höheren Verwaltungsbehörden genehmigt werden, die auch ein Einspruchsrecht gegen die Berufung in Verwaltungspositionen der Vereine erheben konnten.
Das Gesetz trat rückwirkend zum 1. Januar 1938 in Kraft. Die Geltung des Gesetzes für das Land Österreich war noch nicht festgelegt und wurde nach einer Intervention Adolf Eichmanns vom 10. März 1939 dort auch nicht in Kraft gesetzt. Eichmann machte geltend, dass ausländische jüdische Organisationen ansonsten  Devisenübersendungen sofort einstellen würden und die Israelitische Kultusgemeinde Wien ohnehin in den nächsten eineinhalb Jahren liquidiert werde.

## Auswirkungen
Die Mitglieder der jüdischen Religionsgemeinschaft gehörten nicht mehr automatisch der Gemeinde an; sie mussten ausdrücklich dem neu gegründeten Verein beitreten. Jüdische Repräsentanten befürchteten einen Mitgliederschwund und verminderte Mitgliedseinnahmen. Die Reichsvertretung der Juden in Deutschland appellierte alsbald an die „rechtliche und sittliche Pflicht jedes Gemeindemitgliedes, durch finanzielle Leistungen […] wirtschaftlich und moralisch der Gemeinde und den Einrichtungen der jüdischen Gemeinschaft zu dienen.“ Die Zehnte Verordnung zum Reichsbürgergesetz vom 4. Juli 1939 begründete dann die Zwangsmitgliedschaft aller – auch der konfessionslosen – Juden in der Reichsvereinigung der Juden in Deutschland, so dass sich die Anzahl der zahlungspflichtigen Mitglieder vergrößerte. Allerdings stiegen auch die Ausgaben, weil damit das jüdische Schulwesen und die Wohlfahrtspflege zum Aufgabenbereich gehörten.
Das Reichsfinanzministerium verpflichtete die jüdischen Vereine rückwirkend zum 1. Januar 1938 zur Grundsteuer und zur sogenannten Gebäudeentschuldungssteuer. Gemeinden mussten nun Körperschafts-, Grund- und Vermögenssteuer entrichten sowie Erbschafts- und Schenkungssteuer zahlen, von denen sie als Körperschaften öffentlichen Rechts zuvor befreit waren.

## Nichtigkeit
In der Nachkriegszeit  wurde das Gesetz von deutschen Gerichten als rechtswidrig eingestuft. Das Bundesverwaltungsgericht stellte fest, dass „die Überführung der jüdischen Gemeinden in den Status eines bürgerlich-rechtlichen Vereins im Zusammenhang mit der vom deutschen Staat seit 1933 planmäßig betriebenen Verfolgung und Vernichtung der Juden steht und daher als eine in das Gewand des Rechts gekleidete Willkürmaßnahme von Anfang an nichtig war.“